# 新城市立黄柳川小学校
新城市立黄柳川小学校（しんしろしりつ つげがわしょうがっこう）は、愛知県新城市下吉田にある公立小学校。

## 概要
- 校区は下吉田（東陽小通学区を除く）、上吉田、竹ノ輪、黄柳野であり、公立中学校に進む場合は新城市立鳳来中学校に進学する[1]。
- 校舎は木造2階建であり、構造部材と外内装材には三河杉を使用。また、使用した木材の大半はこの地域産の木材を使用している。
- 校地は旧・鳳来町立山吉田中学校（1970年廃校）跡地である。
- 校名は、近くを流れる「黄柳川」（豊川支流）に由来する。

## 沿革
- 2013年（平成25年）4月1日 - 新城市立黄柳野小学校と新城市立山吉田小学校を統合し、新城市立黄柳川小学校として開校する。

## 交通アクセス
- 新城市Sバス長篠山吉田線「下吉田」バス停より徒歩約3分。

## 周辺施設
- 鳳来山吉田郵便局
- 旧・新城市立山吉田小学校跡地
- 新城市立山吉田こども園
- 道の駅鳳来三河三石